# Got My Mind Set on You
Got My Mind Set on You è un brano musicale composto da Rudy Clark e originariamente inciso ed interpretato dal cantante James Ray nel 1962.
La canzone è conosciuta soprattutto grazie alla reinterpretazione pubblicata da George Harrison nel 1987.

## Il brano

### Cover di George Harrison
Si tratta di uno dei tre singoli di Harrison che raggiunsero il primo posto in classifica negli Stati Uniti, unico dei tre a non essere stato scritto da lui e a non trattare di tematiche religiose. Non solo fu il suo ultimo successo da numero 1 in America, ma anche l'ultimo di un ex-Beatle sempre negli Stati Uniti. Quando il brano raggiunse la vetta della classifica, per Harrison fu un successo inaspettato. La B-side del singolo era Lay His Head, brano composto da Harrison. La versione a 12 pollici del singolo aggiunse una versione estesa di Got My Mind Set On You. Il brano venne incluso anche nell'album Cloud Nine pubblicato un mese dopo (novembre 1987).
In Gran Bretagna il singolo passò quattro settimane al secondo posto in classifica dietro China in Your Hand dei T'Pau.
La canzone è stata inclusa nelle raccolte di George Harrison Best of Dark Horse 1976-1989 (1989) e Let It Roll: Songs by George Harrison (2009).
Una versione dal vivo venne inclusa nell'album Live in Japan del 1992.
Nel 2010, gli ascoltatori della stazione radio AOL scelsero Got My Mind Set on You come una delle "dieci migliori canzoni di George Harrison", votandola al quarto posto.

### Parodie
La versione di Harrison della canzone venne parodiata da "Weird Al" Yankovic nell'album del 1988 Even Worse, con il titolo (This Song's Just) Six Words Long prendendo in giro la ripetitività del testo del brano.

### Classifiche
| Classifica (1988)                          | Posizione |
| ------------------------------------------ | --------- |
| Australian Kent Music Report               | 1         |
| Austrian Singles Chart                     | 8         |
| French SNEP Top 100 Singles Chart          | 19        |
| German Singles Chart                       | 7         |
| Italian Singles Chart                      | 19        |
| Japanese Oricon Singles Chart              | 64        |
| Norway VG-lista Singles Chart              | 10        |
| Swedish Singles Chart                      | 10        |
| Swiss Singles Chart                        | 11        |
| UK Singles Chart                           | 2         |
| US Billboard Hot 100                       | 1         |
| US Billboard Hot Adult Contemporary Tracks | 1         |